# Привремено позориште у Прагу
Прашко привремено позориште (чеш. Prozatímní divadlo) подигнуто је 1862. године као привремени дом за чешку драму и оперу док се не изгради стално Народно позориште. Отворено је 18. новембра 1862. године и радило је 20 година, а за то време је приказано преко 5.000 представа. Између 1866. и 1876. године позориште је извело премијере четири опере Беджиха Сметане, укључујући Продану невесту. Зграда Привременог позоришта на крају је уграђена у структуру Народног позоришта, које је отворило своја врата 11. јуна 1881. године.

## Порекло
Пре раних 1860-их скоро све културне институције у Прагу, укључујући позориште и оперу, биле су у аустријским рукама. Бохемија је била провинција Хабзбуршког царства, а под апсолутистичком владавином тог режима већина аспеката чешке културе и националног живота била је обесхрабрена или потиснута.  Апсолутизам је формално укинут декретом цара Франца Јозефа 20. октобра 1860, што је довело до чешког културног препорода.  Бохемијски Diet (парламент) је добио локацију у Прагу на обали Влтаве и 1861. године објавио јавну претплату, која је прикупила суму од 106.000 флорина.  Овим су покрили трошкови изградње малог позоришта са 800 седишта,  које би служило као дом за чешку драму и оперу до реализације дугорочних планова за стално Народно позориште.  Привремено позориште отворено је 18. новембра 1862. године представом трагичне драме Витеслава Халека Краљ Вукашин.  Пошто у то време није постојала чешка опера која би се сматрала одговарајућом, прва опера изведена у позоришту, 20. новембра 1862, била је Керубинијева Les deux journées (Два дана).  Прве године свог рада, Привремено позориште је свакодневно смењивало оперу са представама, али од почетка 1864. оперске представе су даване свакодневно. 

## Историја
Први главни диригент (или музички директор) Привременог позоришта, постављен у јесен 1862. године, био је Јан Непомук Мајр – на разочарање Сметане, који се и сам надао тој функцији.  Мајр је био на тој позицији до септембра 1866; његов мандат обележио је професионални ривалитет са Сметаном, који је критиковао конзервативизам позоришта и неуспех да испуни своју мисију промоције чешке опере.  Мајр је узвратио одбијањем да диригује Сметанине Бранденбуржане у Бохемији.  Промена у руководству позоришта 1866. довела је до Мајрове смене и замене Сметаном, који је на тој функцији био осам година.   Мајрову пристрасност у корист италијанске опере заменио је Сметанин уравнотеженији репертоар, који је мешао италијанска, немачка и француска дела са словенским и чешким делима које је могао да пронађе.  Осим сопствених композиција (Продана невеста, Бранденбуржани у Чешкој и Далибор, Сметана је представио дела чешких композитора Леполда Еугена Мечуре и Јозефа Розкошног,  али су га неки делови музичког естаблишмента ипак напали због недовољног охрабрења завичајним талентима. Напори да се он уклони са функције и да се Мајр врати на дужност били су неуспешни. 
Сметана је био одговоран за оснивање самосталне школе при позоришту. Постао је директор школе и професор теорије.  Међутим, 1874. године Сметана је оболео од глувоће, што га је приморало да своје дужности главног диригента препусти свом помоћнику Адолфу Чеху, и да поднесе оставку касније те године.  Мајр је поново именован за диригента;  није био заинтересован за школу, која је касније затворена.  Привремено позориште је наставило да буде главно место чешке опере, где је премијерно изведено неколико дела Антоњина Дворжака.  Године 1881. позориште је укључено у зграду Чешког народног позоришта  која је отворена 11. јуна.  Убрзо након тога нова зграда је тешко оштећена у пожару и остала је затворена две године.  Током овог периода Привремено позориште је наставило са радом, користећи друге позоришне просторије. Током свог живота Привремено позориште је извело више од 5.000 представа.